# Plédran
Plédran [pledʁɑ̃] est une commune française située près de Saint-Brieuc dans le département des Côtes-d'Armor en région Bretagne. La commune se situe dans le pays historique du Penthièvre.

## Géographie
Commune de l'agglomération de Saint-Brieuc, Plédran possède des particularités très attractives : un bois aménagé et une campagne dont le charme incite aux découvertes de son patrimoine historique riche et varié : mégalithes et légendes, époque gallo-romaine, viking, manoirs et château, époque de la Révolution et de la chouannerie, etc.

### Communes limitrophes
| Ploufragan   | Trégueux      | Yffiniac |
| Saint-Julien | Plédran       | Quessoy  |
| Plaintel     | Saint-Carreuc | Henon    |

### Hydrographie
Pour un article plus général, voir Réseau hydrographique des Côtes-d'Armor.
La commune est située dans le bassin Loire-Bretagne. Elle est drainée par la Touche, l'Urne, le Moulin de l'Hôpital, le Pissaron et le ruisseau du Pommier agan,,.
La Tuche, d'une longueur de 11 km, prend sa source dans la commune  et se jette  dans la baie de Saint-Brieuc en limite d'Hillion et d'Yffiniac. 
L'Urne, d'une longueur de 21 km, prend sa source dans la commune de Plaintel et se jette  dans la baie de Saint-Brieuc au niveau de la commune de Langueux, après avoir traversé sept communes.  Les caractéristiques hydrologiques de l'Urne sont données par la station hydrologique située sur la commune. Le débit moyen mensuel est de 0,41 m3/s. Le débit moyen journalier maximum est de 5,62 m3/s, atteint lors de la crue du 5 janvier 2001. Le débit instantané maximal est quant à lui de 6,59 m3/s, atteint le 27 décembre 1999.

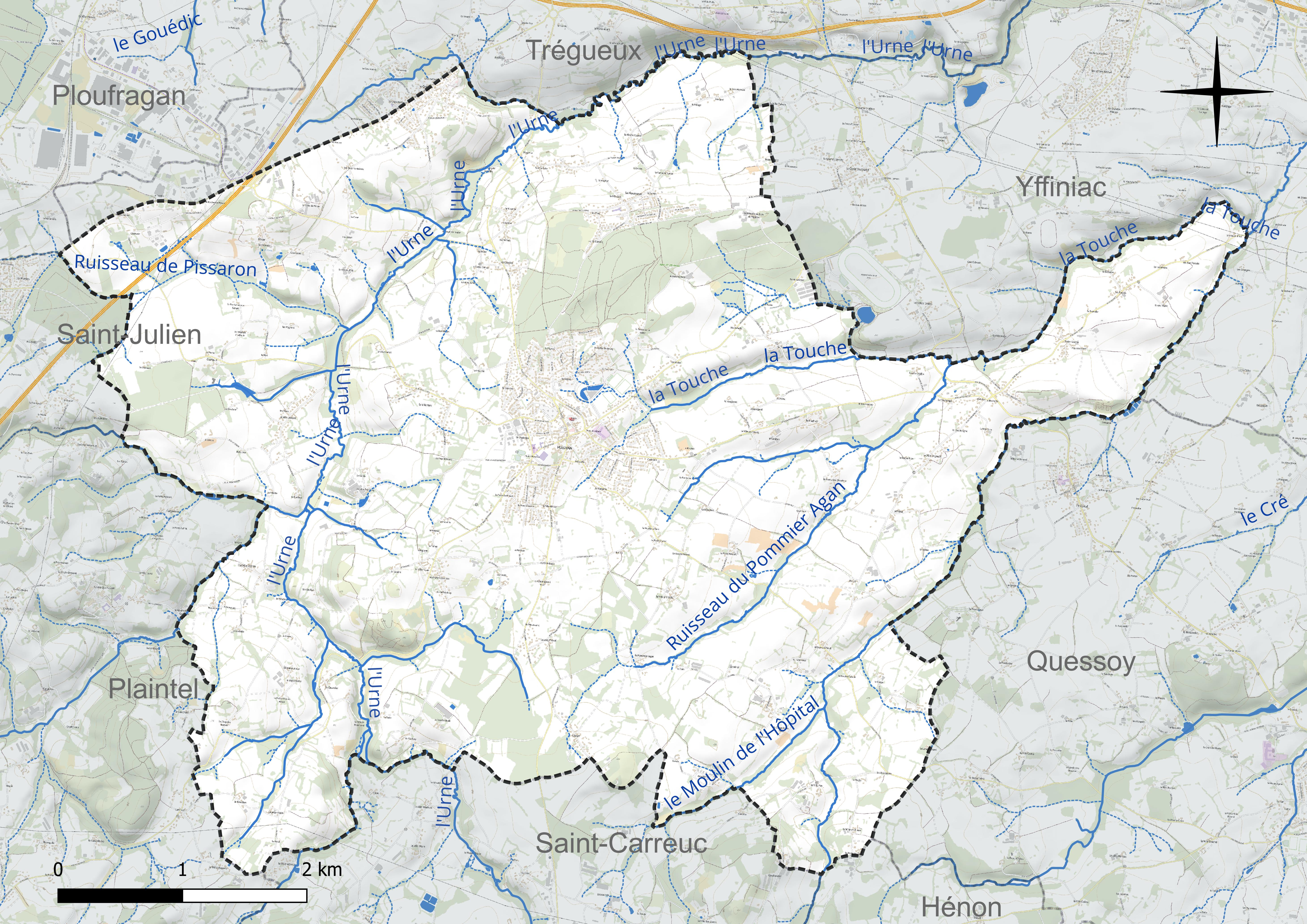
Réseau hydrographique de Plédran.

### Climat
Pour des articles plus généraux, voir Climat de la Bretagne et Climat des Côtes-d'Armor.
En 2010, le climat de la commune est de type climat océanique franc, selon une étude du Centre national de la recherche scientifique s'appuyant sur une série de données couvrant la période 1971-2000. En 2020, Météo-France publie une typologie des climats de la France métropolitaine dans laquelle la commune est exposée à un climat océanique et est dans la région climatique Finistère nord, caractérisée par une pluviométrie élevée, des températures douces en hiver (6 °C), fraîches en été et des vents forts. Parallèlement l'observatoire de l'environnement en Bretagne publie en 2020 un zonage climatique de la région Bretagne, s'appuyant sur des données de Météo-France de 2009. La commune est, selon ce zonage, dans la zone « Intérieur », exposée à un climat médian, à dominante océanique.
Pour la période 1971-2000, la température annuelle moyenne est de 11 °C, avec  une amplitude thermique annuelle de 11,3 °C. Le cumul annuel moyen de précipitations est de 796 mm, avec 12,5 jours de précipitations en janvier et 6,7 jours en juillet. Pour la période 1991-2020, la température moyenne annuelle observée sur la station météorologique la plus proche, située sur la commune de Plœuc-L'Hermitage à 11 km à vol d'oiseau, est de 11,1 °C et le cumul annuel moyen de précipitations est de 954,7 mm,. Pour l'avenir, les paramètres climatiques de la commune estimés pour 2050 selon différents scénarios d'émission de gaz à effet de serre sont consultables sur un site dédié publié par Météo-France en novembre 2022.

### Voies de communication et transports
Plédran est reliée au reste de l'agglomération du lundi au samedi grâce à la ligne 70 des Transports urbains briochins (TUB).

## Urbanisme

### Typologie
Au 1er janvier 2024, Plédran est catégorisée bourg rural, selon la nouvelle grille communale de densité à 7 niveaux définie par l'Insee en 2022.
Elle appartient à l'unité urbaine de Plédran, une unité urbaine monocommunale constituant une ville isolée,. Par ailleurs la commune fait partie de l'aire d'attraction de Saint-Brieuc, dont elle est une commune de la couronne,. Cette aire, qui regroupe 51 communes, est catégorisée dans les aires de 200 000 à moins de 700 000 habitants,.

### Occupation des sols
L'occupation des sols de la commune, telle qu'elle ressort de la base de données européenne d’occupation biophysique des sols Corine Land Cover (CLC), est marquée par l'importance des territoires agricoles (86 % en 2018), en diminution par rapport à 1990 (87,9 %). La répartition détaillée en 2018 est la suivante : 
zones agricoles hétérogènes (44,2 %), terres arables (34,8 %), forêts (8,2 %), prairies (7 %), zones urbanisées (5,3 %), zones industrielles ou commerciales et réseaux de communication (0,3 %), espaces verts artificialisés, non agricoles (0,2 %). L'évolution de l’occupation des sols de la commune et de ses infrastructures peut être observée sur les différentes représentations cartographiques du territoire : la carte de Cassini (XVIIIe siècle), la carte d'état-major (1820-1866) et les cartes ou photos aériennes de l'IGN pour la période actuelle (1950 à aujourd'hui).

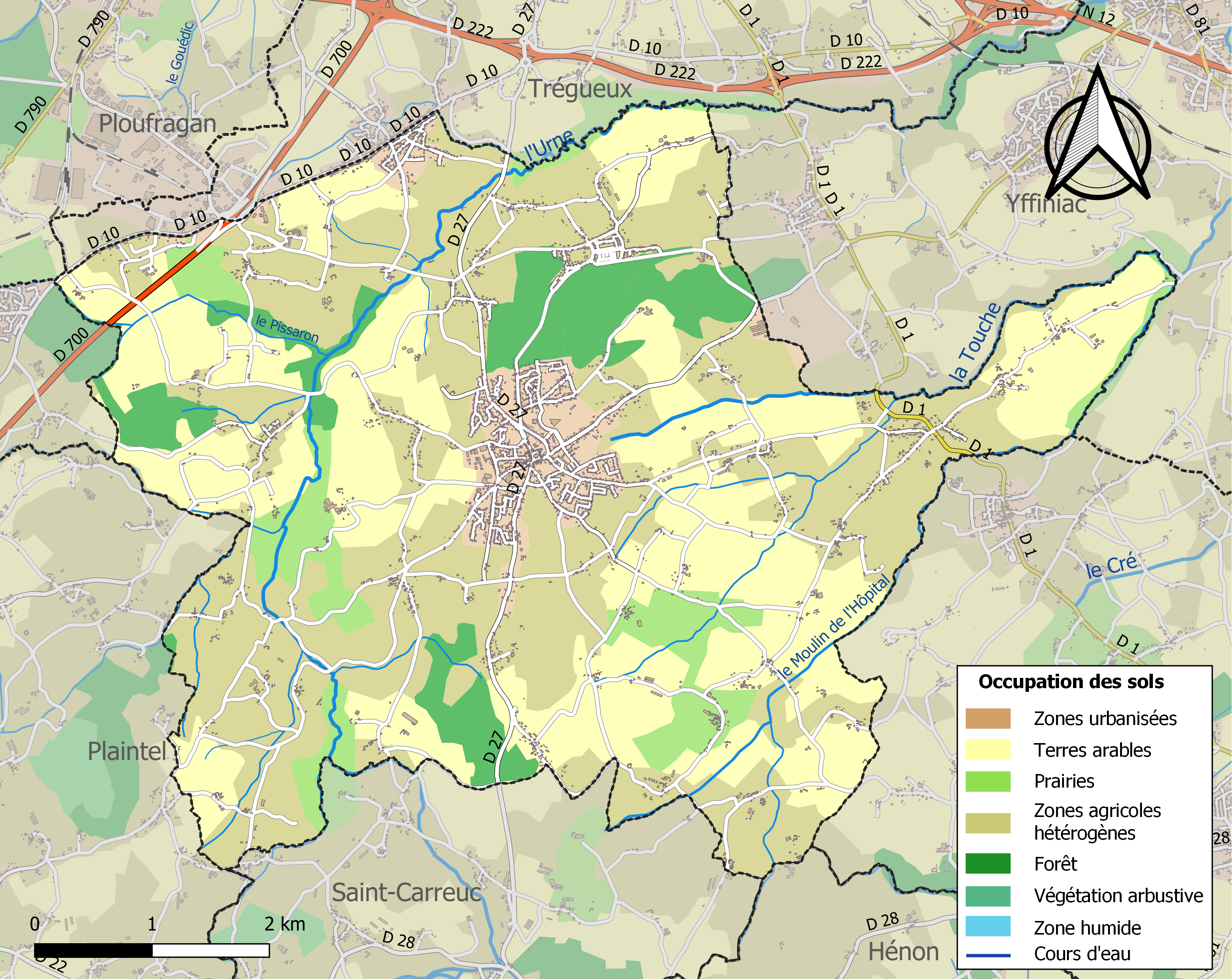
Carte des infrastructures et de l'occupation des sols de la commune en 2018 (CLC).

### Morphologie urbaine
La ville regroupe au centre la majeure partie de la population. Plusieurs hameaux sont dispersés dans la campagne.

### Logements
En 2011 et 2012, le quartier des Coteaux a été réhabilité.

## Toponymie
Le nom de la localité est attesté sous les formes Ecclesia de Ploidran en 1233, Parrochia de Pludran en 1304, Pledran en 1307, Pleudrain en 1311, Ecclesia de Pledran vers 1330 et en 1353, Pledren et Ploedran en 1371.

L'orthographe Plédran est officialisée par le décret du 31 octobre 1871.
Plédran vient du breton ploe (paroisse) et de saint Audren ou saint Auchen, moine quasiment inconnu.

## Histoire

### Préhistoire
L'édification de plusieurs allées couvertes et menhirs sur le territoire de la commune atteste l'occupation humaine dès le Néolithique.

### Antiquité
Les Romains sont passés par la commune. Ils auraient construit le pont Chéra.

### Moyen Âge
Durant le Moyen Âge, plusieurs chapelles et manoirs seront construits. Le camp de Péran est incendié.

#### Les Templiers et les Hospitaliers
La chapelle du Créhac'h est une possession des Templiers depuis 1182, restaurée au XVIIe siècle, et récemment. Elle est revenue aux Hospitaliers de l'ordre de Saint-Jean de Jérusalem lors de la dévolution des biens de l'ordre du Temple.

### XXesiècle

#### Guerres duXXesiècle
Le monument aux morts porte les noms de 180 soldats morts pour la Patrie :
- 163 sont morts durant la Première Guerre mondiale ;
- 14 sont morts durant la Seconde Guerre mondiale ;
- 3 sont morts durant la guerre d'Algérie.

Jean-Marie Térin, né en 1889 à Plédran, soldat au 168e régiment d'infanterie, fut fusillé pour l'exemple le 4 décembre 1915 à Saint-Maurice-sur-Mortagne (Vosges) pour « homicide, violences à mains armées ».

### Époque contemporaine
En 2011 et 2012, le quartier des Coteaux sera pratiquement rasé dans le cadre d'un projet de réhabilitation du quartier.

## Politique et administration

### Liste des maires
| Période                                  | Période                    | Identité                                 | Étiquette | Qualité                                             |
| ---------------------------------------- | -------------------------- | ---------------------------------------- | --------- | --------------------------------------------------- |
| Les données manquantes sont à compléter. |                            |                                          |           |                                                     |
| novembre 1793                            |                            | François Bidan                           |           |                                                     |
| Les données manquantes sont à compléter. |                            |                                          |           |                                                     |
| avant 1800                               | 1832                       | François Le Nouvel                       |           |                                                     |
| 1832                                     | 1836                       | Yves Le Guen                             |           |                                                     |
| 1836                                     | 1848                       | Toussaint Le Gallais                     |           |                                                     |
| 1848                                     | 1867                       | Louis Labbe                              |           |                                                     |
| 1867                                     | 1874                       | Pierre Prual                             |           |                                                     |
| 1874                                     | 1878                       | Jean Louis Goupilliere                   |           |                                                     |
| 1878                                     | 1899                       | Jean Corlay                              |           |                                                     |
| 1899                                     | 1935                       | Jacques Rioust de Largentaye (1863-1946) |           | Conseiller général des Côtes-du-Nord                |
| 1935                                     | 1941                       | Jean-Louis Collin                        |           |                                                     |
| 1941                                     | 1944                       | Gilles Le Maréchal                       |           |                                                     |
| 1944                                     | 1945                       | Jean-Louis Collin                        |           |                                                     |
| 1945                                     | 1952 (décès)               | Yves Redon                               |           |                                                     |
| 1952                                     | 1962                       | Aristide Lorent                          |           | Ancien conseiller d'arrondissement (1928 → 1940)    |
| 21 janvier 1963                          | 3 février 1970 (décès)     | François Le Bellego                      |           | Cultivateur                                         |
| 29 mars 1970                             | mars 1971                  | Joseph Ballay (1910-1981)                |           | Charpentier, ancien adjoint                         |
| mars 1971                                | mars 1989                  | Daniel Ballay                            | PCF       | Cultivateur                                         |
| mars 1989                                | mars 2001                  | Patrice Melscoët                         | RPR       | Médecin généraliste                                 |
| mars 2001                                | 29 mars 2014               | Maryse Raoult                            | PS        | Cadre soignante retraitée                           |
| 29 mars 2014                             | En cours (au 13 juin 2020) | Stéphane Briend                          | DVD       | Ingénieur commercial Réélu pour le mandat 2020-2026 |

### Finances locales
Cette sous-section présente la situation des finances communales de Plédran.
Pour l'exercice 2013, le compte administratif du budget municipal de Plédran s'établit à  10 191 000 € en dépenses et 11 563 000 € en recettes :
En 2013, la section de fonctionnement se répartit en 5 022 000 €  de charges (816 € par habitant) pour 5 781 000 € de produits (940 € par habitant), soit un solde de 759 000 € (123 € par habitant), :
- le principal pôle de dépenses de fonctionnement est celui des charges de personnels[Note 6] pour  2 403 000 € (48 %), soit 391 € par habitant, ratio inférieur de 24 % à la valeur moyenne pour les communes de la même strate (513 € par habitant). Sur la période 2009 - 2013, ce ratio augmente de façon continue de 351 € à 391 € par habitant ;
- la plus grande part des recettes est constituée des impôts locaux[Note 7] pour une valeur totale de 2 305 000 € (40 %), soit 375 € par habitant, ratio inférieur de 16 % à la valeur moyenne pour les communes de la même strate (448 € par habitant). Sur la période 2009 - 2013, ce ratio augmente de façon continue de 323 € à 375 € par habitant.

Les taux des taxes ci-dessous sont votés par la municipalité de Plédran. Ils ont varié de la façon suivante par rapport à 2012 :
- la taxe d'habitation constante 23,12 % ;
- la taxe foncière sur le bâti sans variation 24,08 % ;
- celle sur le non bâti sans variation 98,09 %.

La section investissement se répartit en emplois et ressources. Pour 2013, les emplois comprennent par ordre d'importance :
- des dépenses d'équipement[Note 9] pour une somme de 1 798 000 € (35 %), soit 292 € par habitant, ratio inférieur de 24 % à la valeur moyenne pour les communes de la même strate (385 € par habitant). Sur la période 2009 - 2013, ce ratio fluctue et présente un minimum de 292 € par habitant en 2013 et un maximum de 996 € par habitant en 2011 ;
- des remboursements d'emprunts[Note 10] pour une valeur de 388 000 € (8 %), soit 63 € par habitant, ratio inférieur de 20 % à la valeur moyenne pour les communes de la même strate (79 € par habitant).

Les ressources en investissement de Plédran se répartissent principalement en :
- subventions reçues pour un montant de 626 000 € (11 %), soit 102 € par habitant, ratio supérieur de 46 % à la valeur moyenne pour les communes de la même strate (70 € par habitant). Depuis 5 ans, ce ratio fluctue et présente un minimum de 28 € par habitant en 2009 et un maximum de 157 € par habitant en 2012 ;
- fonds de Compensation pour la TVA pour une valeur de 418 000 € (7 %), soit 68 € par habitant, ratio supérieur de 66 % à la valeur moyenne pour les communes de la même strate (41 € par habitant).

L'endettement de Plédran au 31 décembre 2013 peut s'évaluer à partir de trois critères : l'encours de la dette, l'annuité de la dette et sa capacité de désendettement :
- l'encours de la dette pour une valeur totale de 6 857 000 €, soit 1 115 € par habitant, ratio supérieur de 27 % à la valeur moyenne pour les communes de la même strate (881 € par habitant). Pour la période allant de 2009 à 2013, ce ratio fluctue et présente un minimum de 414 € par habitant en 2010 et un maximum de 1 274 € par habitant en 2011[A2 5] ;
- l'annuité de la dette pour une valeur de 624 000 €, soit 102 € par habitant, ratio voisin de la valeur moyenne de la strate. En partant de 2009 et jusqu'à 2013, ce ratio augmente de façon continue de 40 € à 102 € par habitant[A2 5] ;
- la capacité d'autofinancement (CAF) pour une valeur totale de 1 151 000 €, soit 187 € par habitant, ratio voisin de la valeur moyenne de la strate. Sur la période 2009 - 2013, ce ratio fluctue et présente un minimum de 187 € par habitant en 2013 et un maximum de 212 € par habitant en 2011[A2 6]. La capacité de désendettement est d'environ 5 années en 2013. Sur une période de 14 années, ce ratio présente un minimum de moins d'un an en 2004 et un maximum d'environ 6 années en 2012.

### Jumelages
- Bembridge (Royaume-Uni)
- Poviglio (Italie)

## Démographie
Ses habitants sont appelés les Plédranais.

L'évolution du nombre d'habitants est connue à travers les recensements de la population effectués dans la commune depuis 1793. Pour les communes de moins de 10 000 habitants, une enquête de recensement portant sur toute la population est réalisée tous les cinq ans, les populations de référence des années intermédiaires étant quant à elles estimées par interpolation ou extrapolation. Pour la commune, le premier recensement exhaustif entrant dans le cadre du nouveau dispositif a été réalisé en 2004.

En 2022, la commune comptait 6 909 habitants, en évolution de +5,14 % par rapport à 2016 (Côtes-d'Armor : +1,78 %, France hors Mayotte : +2,11 %).
| 1793  | 1800  | 1806  | 1821  | 1831  | 1836  | 1841  | 1846  | 1851  |
| ----- | ----- | ----- | ----- | ----- | ----- | ----- | ----- | ----- |
| 3 140 | 2 524 | 2 528 | 3 392 | 3 578 | 3 675 | 3 774 | 3 808 | 3 703 |

| 1856  | 1861  | 1866  | 1872  | 1876  | 1881  | 1886  | 1891  | 1896  |
| ----- | ----- | ----- | ----- | ----- | ----- | ----- | ----- | ----- |
| 3 604 | 3 571 | 3 484 | 3 478 | 3 452 | 3 388 | 3 390 | 3 374 | 3 292 |

| 1901  | 1906  | 1911  | 1921  | 1926  | 1931  | 1936  | 1946  | 1954  |
| ----- | ----- | ----- | ----- | ----- | ----- | ----- | ----- | ----- |
| 3 274 | 3 192 | 2 999 | 2 756 | 2 768 | 2 770 | 2 764 | 2 672 | 2 567 |

| 1962  | 1968  | 1975  | 1982  | 1990  | 1999  | 2004  | 2006  | 2009  |
| ----- | ----- | ----- | ----- | ----- | ----- | ----- | ----- | ----- |
| 2 649 | 3 172 | 4 522 | 5 043 | 5 395 | 5 750 | 5 577 | 5 590 | 6 018 |

| 2014  | 2019  | 2022  | - | - | - | - | - | - |
| ----- | ----- | ----- | - | - | - | - | - | - |
| 6 480 | 6 839 | 6 909 | - | - | - | - | - | - |

## Économie

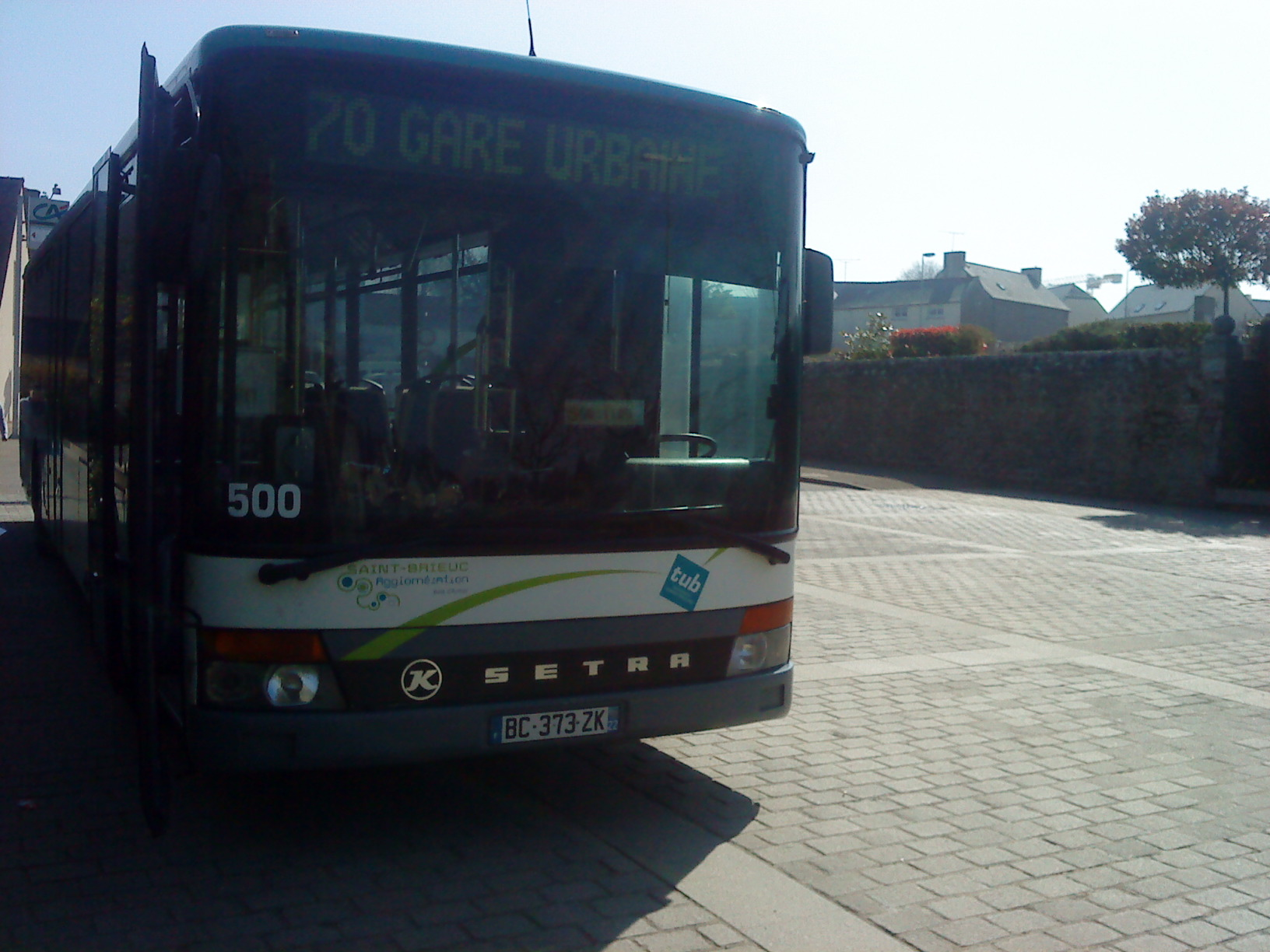

### Activités économiques
Plédran n'accueille que peu d'activités économiques localisées en centre-ville (une trentaine de commerces) et dans le parc commercial et artisanal du Challonge. Ce dernier est le lieu d'implantation d'un supermarché Carrefour Market.

## Culture locale et patrimoine

### Lieux et monuments

#### Patrimoine mégalithique
- Allée couverte de La Roche Camio classée au titre des monuments historiques depuis le 22 juillet 1964[36].
- Allée couverte de la Ville Glé.
- Allée couverte du Petit-Chêne découverte en 1989, confondue au siècle passé avec La Roche Camio à cause de leur proximité.
- Fuseau de Margot : menhir classé au titre des monuments historiques depuis le 29 juin 1965[37].
- Menhirs de la Chapelle Bernier (renversé par le vent au XIXe siècle et disparu), menhir de la Croix-Gloret, menhir brisé du Heussard[38].

#### Autres lieux
- Le camp de Péran, classé au titre des monuments historiques[39]
- Le Château de Craffault, inscrit au titre des monuments historiques[40]. Le Château de Craffault : XVe siècle (restauré) (privé).
- Chapelle Saint-Nicolas de Craffault, inscrite au titre des monuments historiques[41]
- Chapelle du Créhac'h, pierres tombales utilisées en pavement inscrites au titre des monuments historiques[42] depuis 1926.
- Le Pont Chéra : pont de pierres à deux arches enjambant l'Urne.
- Chapelle Saint-Nicolas de Craffault : XVIe siècle, très belle  porte sculptée représentant des armoiries des Seigneurs Craffault et racontant la légende de saint-Nicolas ; située en bordure de route (Plédran-Saint-Julien).
- Manoir de Belleville : du XVIe siècle au XVIIIe siècle (privé). Manoir à tourelle
- Manoir du Pesle Châtel : du XVe siècle au XVIIe siècle. Manoir à tourelle entouré de murets, lucarnes à frontons décorés de coquilles. Visible de la route Plédran-Piruit (privé).
- Manoir de La Ville Guinvray : XVIIe siècle, belles lucarnes à frontons, élégante cheminée. Visible de la route : les Prés Bernard - Ville Guinvray (privé).
- Manoir de La Fontaine Menet : XVIIe siècle, lucarnes à frontons et belle corniche en pierre de taille. Visible du chemin communal à droite sur la route le Rocher - Quertaux (privé).
- Chapelle du Hirel : petit édifice du XVe siècle, restauré.
- Croix Saint-Maurice : emplacement  de la chapelle (1655), théâtre d'un événement sanglant durant la chouannerie.
- Église Saint-Pierre-et-Saint-Paul.
- La Salle Horizon, salle de spectacle où se produisent des artistes de renommée locale et nationale.

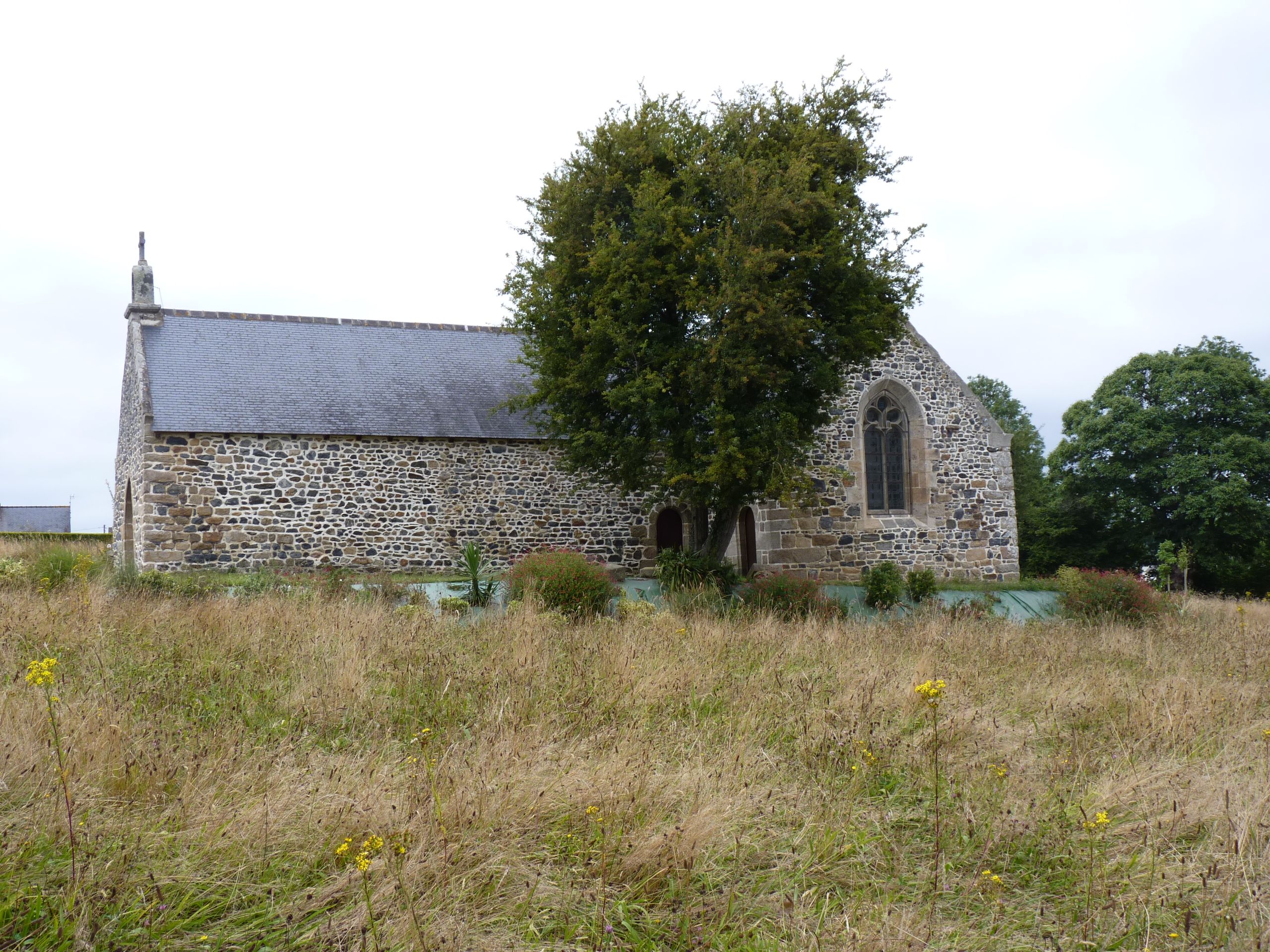
Chapelle du Créhac'h.
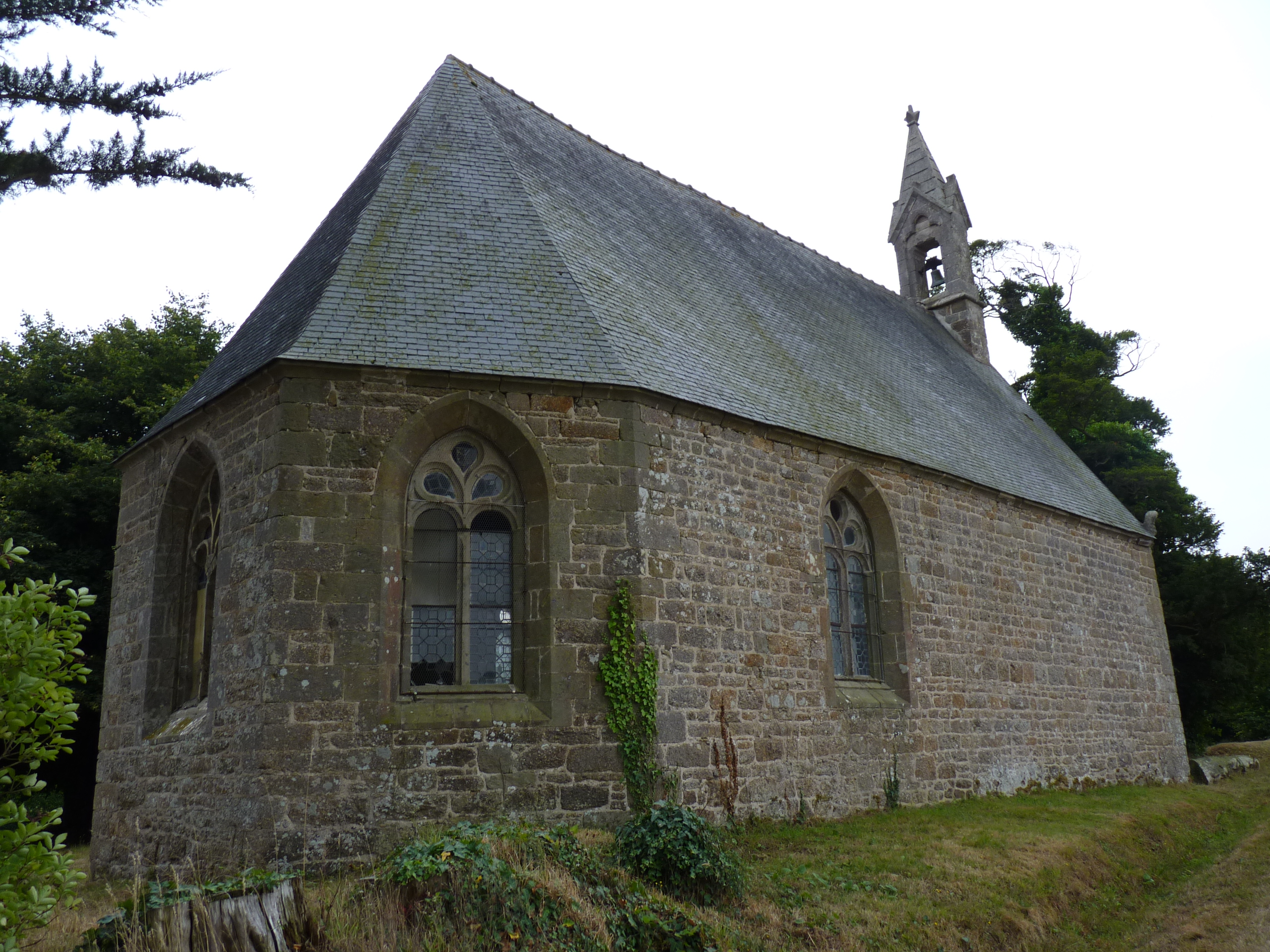
Chapelle Saint-Nicolas de Craffault.
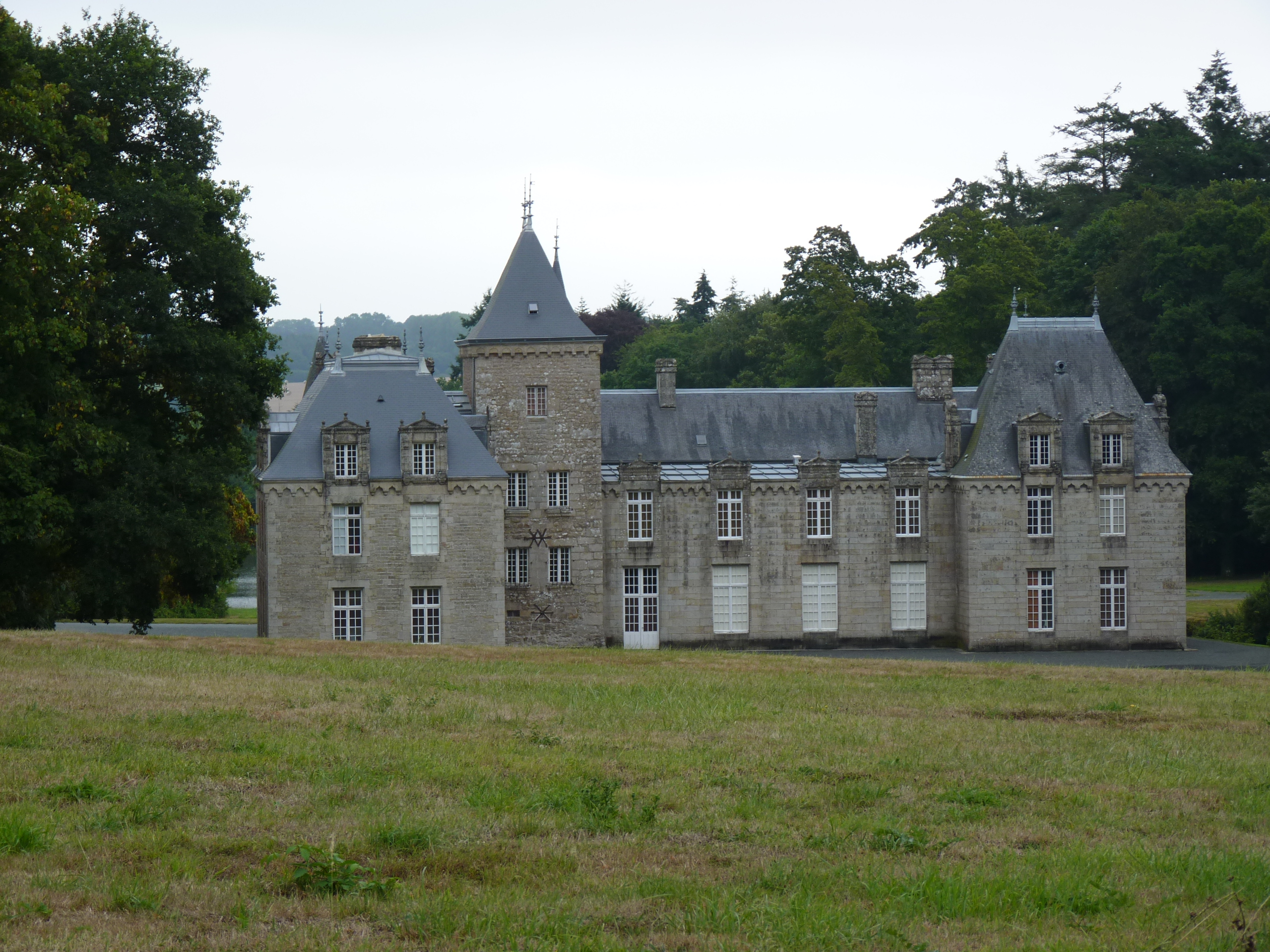
Château de Craffault.
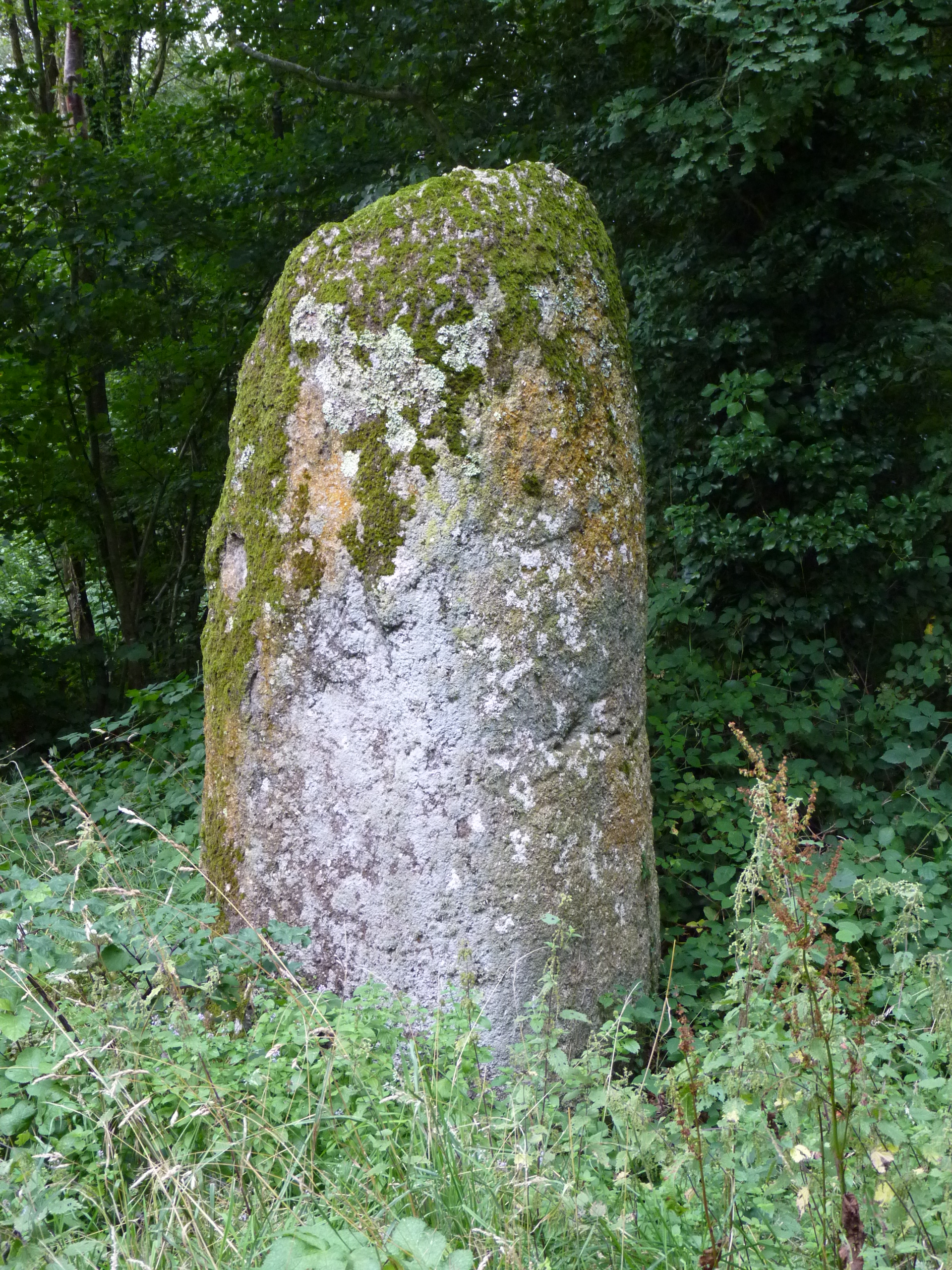
Fuseau de Margot.
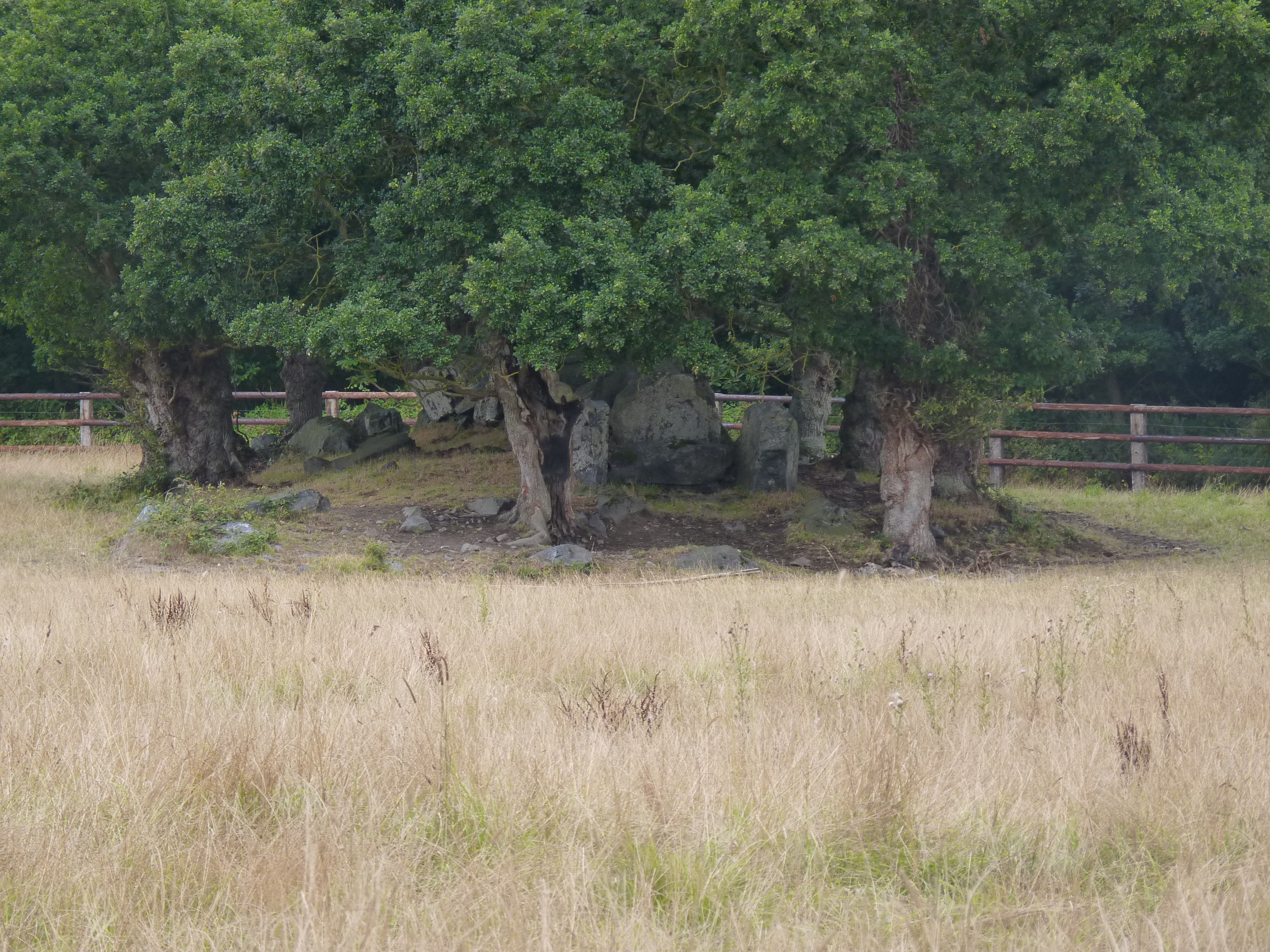
Allée couverte de La Roche Camio.
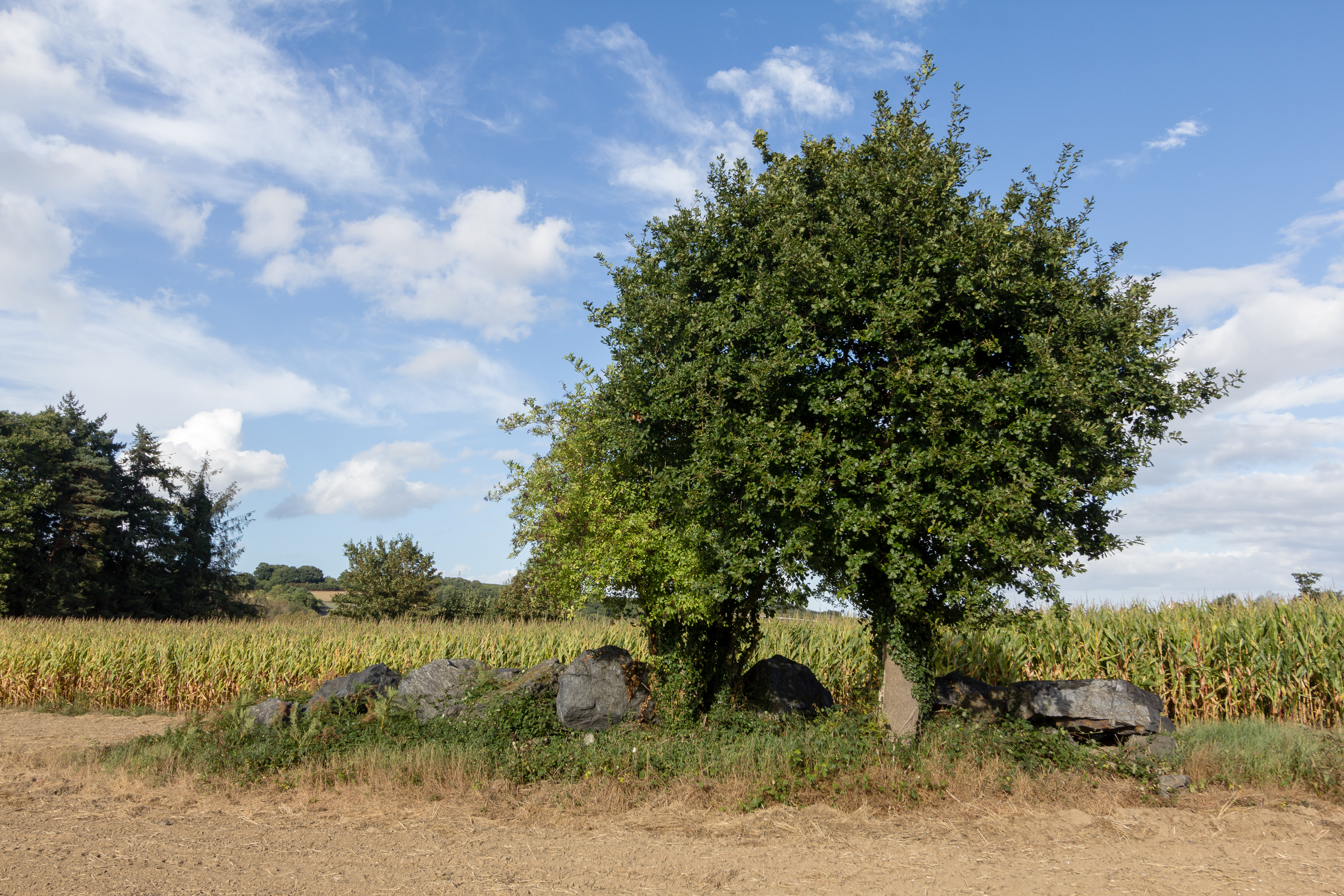
Allée couverte du Petit-Chêne.

### Personnalités liées à la commune
- Maurice Le Guilloux : ancien coureur cycliste, né le 14 mai 1950 à Plédran.
- Le père Tanguy : marchand de couleurs, né en 1825 à Plédran.

### Héraldique
| Blason | Blasonnement : D'or aux sept macles d'azur, posées 3, 3, 1. |